# 科格尔
科格尔是德国梅克伦堡-前波莫瑞州的一个市镇。总面积29.88平方公里，总人口603人，其中男性310人，女性293人（2011年12月31日），人口密度20人/平方公里。